# マット・ソーラム
マット・ソーラム (Matt Sorum, 本名：Mathew William Sorum, 1960年11月19日 - )はアメリカのドラマー。ロックバンド、ガンズ・アンド・ローゼズ（以下「ガンズ」）の2代目ドラマーとして加入。カリフォルニア州ヴェニスビーチ出身。
「ローリング・ストーン誌の選ぶ歴史上最も偉大な100人のドラマー」において90位。

## 来歴
5歳でドラムセットを手に入れ、10歳頃から本格的なレッスンを受ける。
1988年、カルトに加入。
1990年、そのカルトのライブを見たスラッシュが声を掛け、ドラッグ問題で解雇された、スティーヴン・アドラーの後任として加入。
1995年、スラッシュ率いるスラッシュズ・スネイクピットにギルビー・クラークと共に参加。同時期にニューロティック・アウトサイダーズを結成。
1997年、アクセル・ローズにガンズを解雇される。
2001年、カルトに復帰。
2002年、スラッシュとダフ・マッケイガン、元デイヴ・ナヴァロ・バンドのデイヴ・クシュナー、そして元ストーン・テンプル・パイロッツのスコット・ウェイランドとの5人からなるスーパーグループ、ヴェルヴェット・リヴォルヴァーを結成。
2009年、モーターヘッドのツアーに参加。
自らがプロデュースする女性ダンス・バンドユニットDARLING STILETTOSのシンガー「エース・ハーパー」と2010年中に結婚することを発表。
2024年、B'z の松本孝弘率いるTMG (TAK MATSUMOTO GROUP) の全国ツアーに参加。アルバム「TMGⅡ」にもドラム、パーカッションで複数曲にて参加。
| 先代 スティーヴン・アドラー | ガンズ・アンド・ローゼズのドラマー 1990-1997 | 次代 ジョシュ・フリース |

## ディスコグラフィー

### 参加作品
- ディープ・パープル マシン・ヘッド・トリビュート:リ・マシンド（2012年）